# Osinów Dolny
Osinów Dolny, německy Niederwutzen či dříve Nieder-Wutzow, je vesnice ve gmině Cedynia, v okrese Gryfino v Západopomořanském vojvodství v západním Polsku. Je na pravém břehu veletoku Odra u německo-polské státní hranice v krajinném parku Cedyński Park Krajobrazowy a na rozhraní tří mezoregionů Kotlina Freienwaldzka, Dolina Dolnej Odry a Pojezierze Myśliborskie. Nachází se zde nejzápadnější geografický bod Polska.

## Historie
Původně osada na obchodní cestě Magdeburg-Chojna a transfér a později i most přes Odru. Zde došlo k prvním střetům před bitvou u Cedynie (Bitwa pod Cedynią), která se udála dne 24. června 972 mezi vítěznými vojsky polského knížete Měška I. (935–992) a lužického markraběte Hodona I. (930–993). První přímá písemná zmínka o vesnici pochází z roku 1299 jako klášterní majetek. Vesnice se nacházela na historickém území Nové marky (Neumark, Nowa Marchia). Obyvatelé malé obce, která měla v roce 1804 pouhých 162 obyvatel, se tradičně živili rybolovem a zemědělstvím. Hospodářská situace obce se zlepšila, když byla v letech 1936-1939 ve Waldhofu postavena celulózka. V roce 1945 zde proběhly těžké boje mezi Rudou armádou a Wehrmachtem, do které se zapojila i 1. polská armáda. Po skončení války byla obec společně s dalšími oblastmi východně od linie Odra-Nisa převedena pod polskou správu. Hraniční přechod do Německa byl otevřen pro dopravu v roce 1993 a po otevření hranice se německo-polský maloobchod stal nejdůležitějším hospodářským faktorem v obci. V letech 1975–1998 vesnice administrativně patřila do Štětínského vojvodství.

## Popis
V Osinowě Dolném je nejzápadnější bod Polska a také nejzápadnější polský hraniční přechod do Německa. Osinów Dolny je, mimo jiné, známý příhraniční tržnicí „Oder Center Berlin“ a také nejvyšším počtem kadeřnických provozoven na počet obyvatel v celém Polsku (v roce 2009 zde připadala 1 kadeřnická provozovna na 6 obyvatel). Jejich hlavními zákazníky jsou Němci. Obec se skládá ze dvou částí, staré oválné části s kostelem ze 13. století a přestavěným v roce 1838 v novorománském slohu a nové části, jež se nachází u řeky Odra. Na protějším (levém) břehu řeky Odry leží vesnice Hohenwutzen patřící pod město Bad Freienwalde v zemském okrese Marecké Poodří v Braniborsku. Na protějším břehu je také ústí vodního kanálu Odra-Havel. V roce 2022 zde trvale žilo 208 obyvatel.

## Příroda
- Góra Czcibora (54 m n. m.)[3]
- Krajinný park Cedyński Park Krajobrazowy.
- Přírodní rezervace Rezerwat Przyrody Wrzosowiska Cedyńskie.

## Turistické a cyklistické trasy
- Dálková cyklistická trasa Szlak Zielona Odra.
- Dálková trasa pro pěší Szlak Nadodrzański.

## Galerie

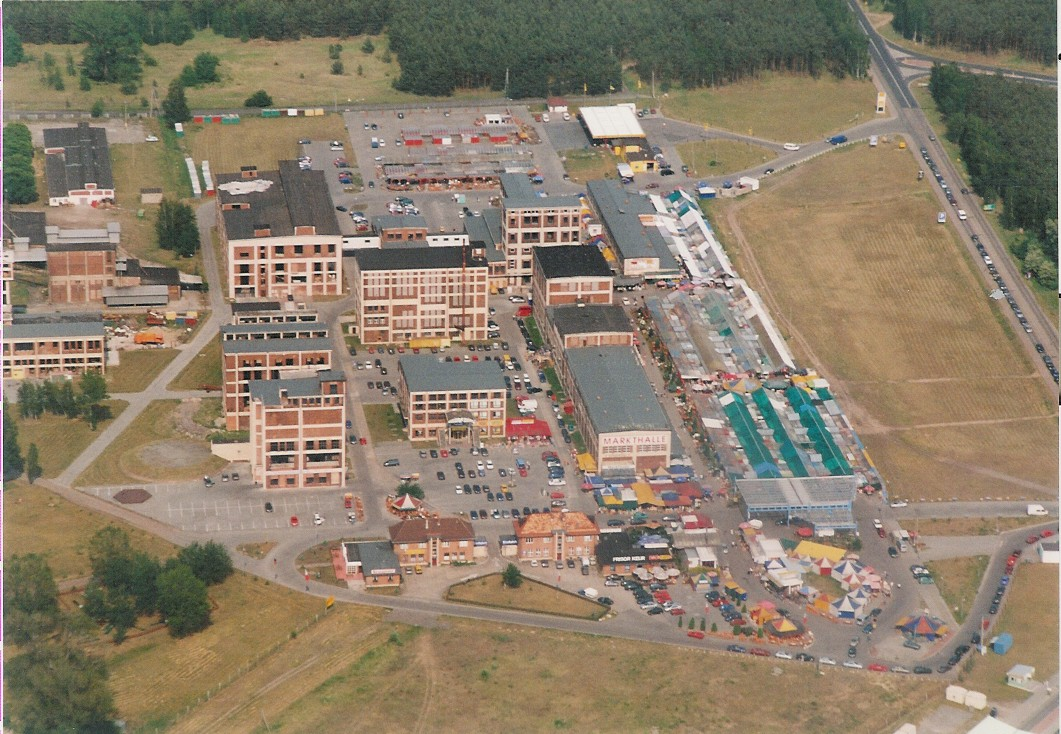
Příhraniční tržnice „Oder Center Berlin“
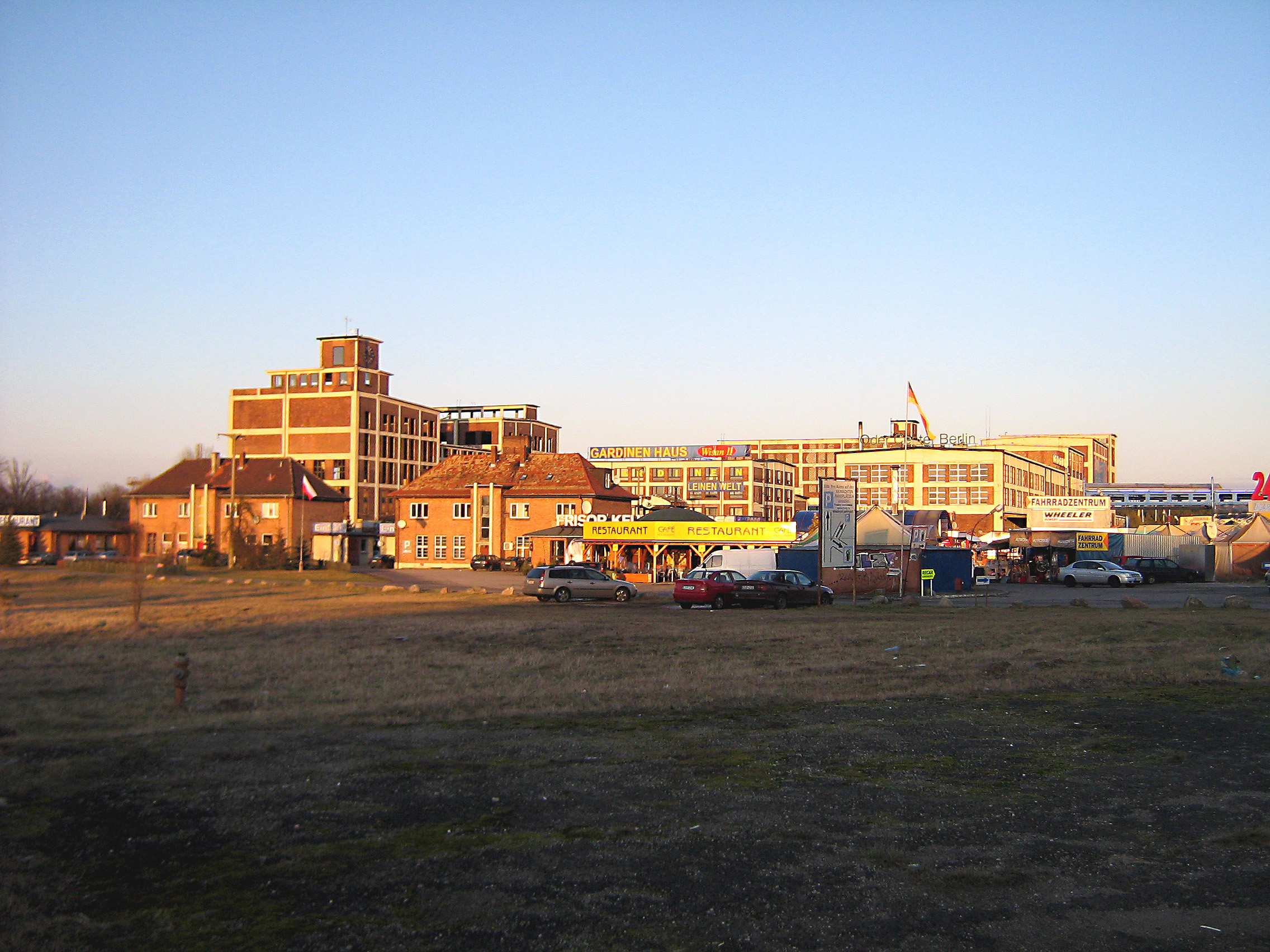
Příhraniční tržnice „Oder Center Berlin“
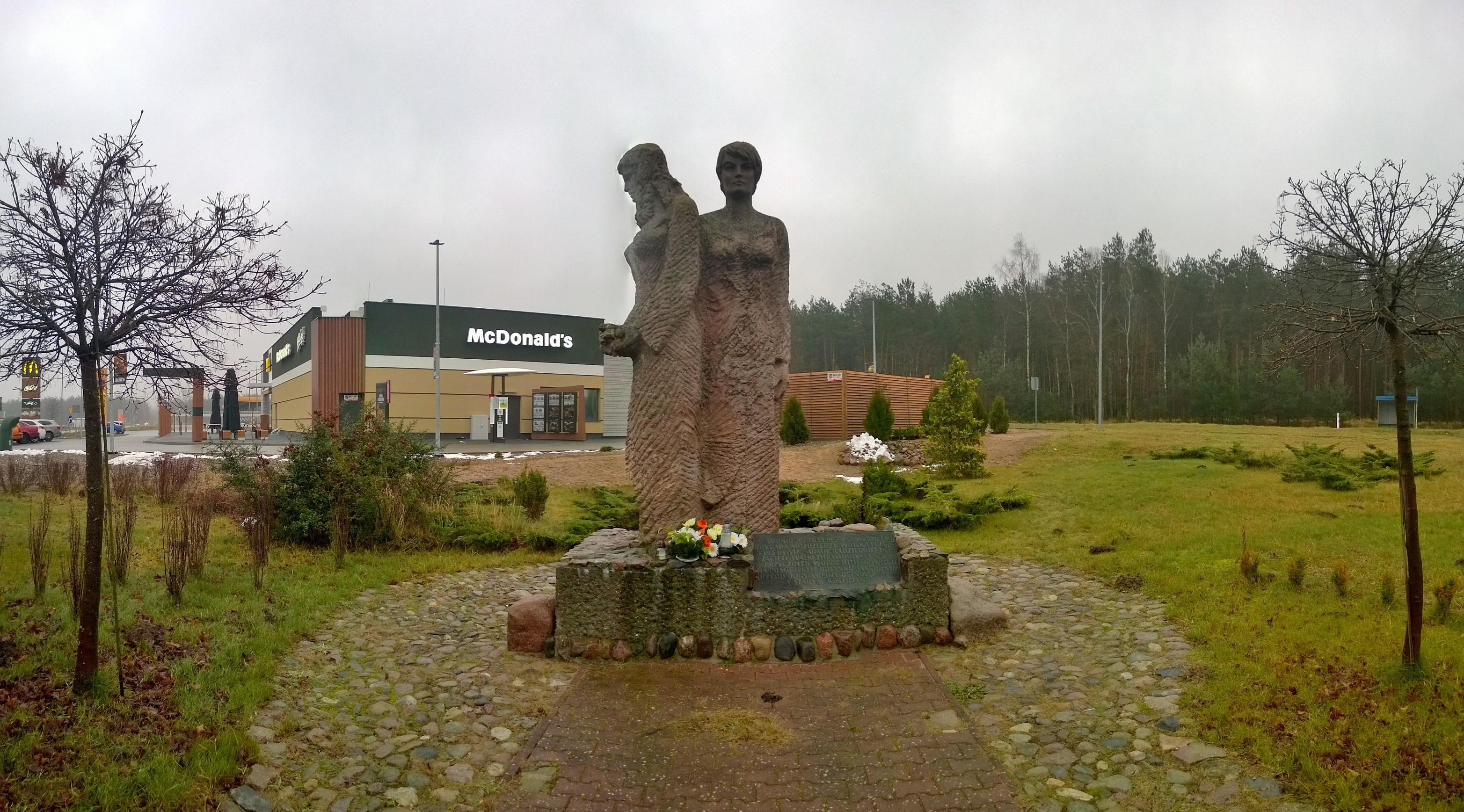
Památník Matky Polky
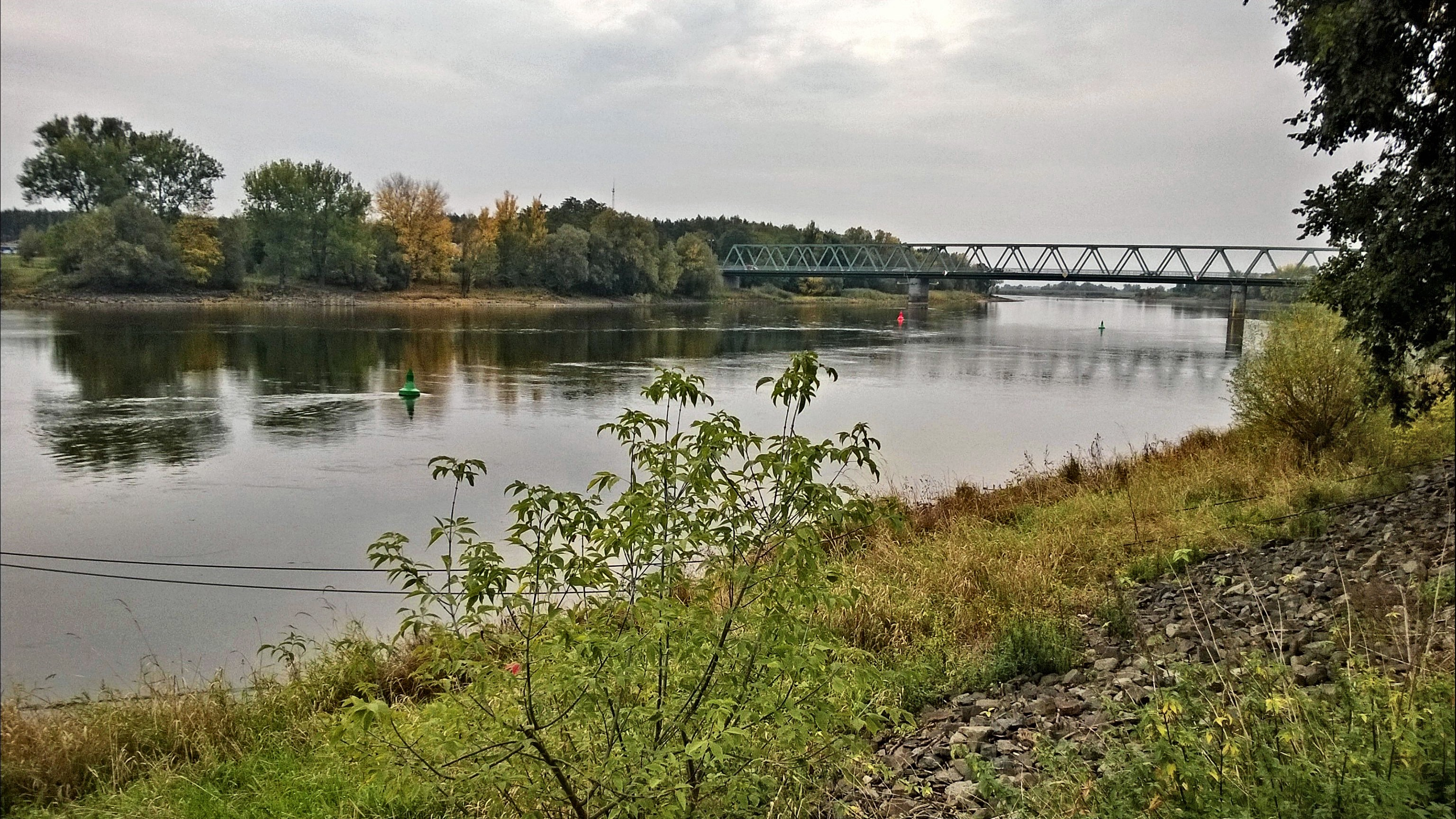
Řeka Odra